# دانييلا نيفيس
دانييلا نيفيس (بالإنجليزية: Daniela Nieves)‏ هي ممثلة أمريكية، ولدت في 4 يوليو 1997 في فنزويلا.

## وصلات خارجية
- دانييلا نيفيس على موقع IMDb (الإنجليزية)
- دانييلا نيفيس على موقع قاعدة بيانات الفيلم (الإنجليزية)
- دانييلا نيفيس على موقع كينوبويسك (الروسية)